# جيريمياه باس
جيريمياه باس (بالإنجليزية: Jeremiah Bass)‏ هو لاعب كرة قدم أمريكي، ولد في 4 نوفمبر 1977 في راسين في الولايات المتحدة. لعب مع Minnesota Thunder ‏.

## وصلات خارجية
- جيريمياه باس على موقع قاعدة بيانات كرة القدم.إي يو (الإنجليزية)